# Police de la Cour suprême des États-Unis
La police de la Cour suprême des États-Unis (Supreme Court of the United States Police ou SCOTUS Police) est une petite agence fédérale américaine de police dont la mission est d'assurer la protection du bâtiment de la Cour suprême, des membres de la Cour, de ses employés et de ses invités ou visiteurs.
Elle est créée en 1935 avec pour charge de protéger le bâtiment nouvellement construit à Washington pour abriter la Cour suprême. Avant cette construction, la cour siégeait dans le Capitole, non loin de là. L'effectif d'origine comprenait 33 officiers de police, issus des rangs de la police du Capitole. Elle comprend aujourd'hui 145 membres avec un recrutement propre.
Les unités de la police de la Cour suprême comprennent :
- une police en uniforme ;
- des services de protection ;
- une unité d'évaluation des menaces ;
- une unité d'enquête ;
- une garde d'honneur ;
- une défense contre les explosifs et produits dangereux ;
- une unité cynophile.

Elle est dirigée par le marshal de la Cour suprême, nommé par la cour et ne répondant qu'à celle-ci.
Les officiers de police de la SCOTUS sont entraînés au Federal Law Enforcement Training Center (en) (« centre fédéral d’entraînement à l'application de la loi ») de Géorgie.
Les US Marshals leur prêtent main-forte pour la protection des juges de la Cour suprême.